# پاول مارک
پاول مارک (چکی: Pavel Marek؛ ۱۷ مارس ۱۹۴۹) یک نویسنده و تاریخ‌نگار اهل جمهوری چک است که در حوزهٔ تاریخ فرهنگی و تاریخ مدرن تخصص دارد.
از فیلم‌ها یا مجموعه‌های تلویزیونی که وی در آن‌ها نقش داشته‌است می‌توان به پت و مت اشاره نمود.